# Riforma della Rai del 2015
La riforma della Rai del 2015, ufficialmente legge 28 dicembre 2015, n. 220 con titolo "Riforma della RAI e del servizio pubblico radiotelevisivo", è una legge italiana approvata nel 2015 durante il governo Renzi, che ha introdotto modifiche normative alla gestione della Rai, facendo seguito alla legge Gasparri del 2005 e modificando il Testo unico della radiotelevisione.
La nomina del CdA Rai secondo questa normativa è avvenuta per la prima volta nel 2018.

## Contenuti della legge
Tra le modifiche introdotte, la designazione del CdA della Rai, che passa da 9 membri a 7, di cui quattro nominati da camera e senato, due dal governo (tramite il Ministro del Tesoro quale azionista), e uno dall'assemblea dei dipendenti. La durata in carica dei membri del CdA è rimasta di 3 anni, rinnovabile una sola volta.